# Back to December
Singles de Taylor Swift
Mine
(2010) Mean
(2011)
Pistes de Speak Now
Sparks Fly Speak Now
Back to December est une chanson écrite et enregistrée par l'auteure-compositrice-interprète américaine Taylor Swift pour son troisième album studio, Speak Now (2010). Big Machine Records a sorti la chanson en téléchargement sur l'iTunes Store le 12 octobre 2010 et l'a rendue disponible à la radio country américaine en tant que deuxième single de l'album le 15 novembre 2010. Back to December est une piste puissante combinant country et pop, et elle intègre des cordes orchestrées ; une version acoustique a été incluse dans l'édition deluxe de Speak Now. Les paroles parlent d'un plaidoyer plein de remords pour le pardon d'un ancien amant.
Les critiques musicales ont loué Back to December pour sa production et ses paroles, avec un accent particulier sur la maturité des paroles exprimant le regret de l'amour perdu. La chanson a atteint la sixième place du Billboard Hot 100 américain et la troisième du classement Hot Country Songs, et elle a été certifiée double platine par la Recording Industry Association of America (RIAA). Le single a culminé au numéro sept au Canada et au numéro 26 en Australie, et il a reçu des certifications dans les deux pays.
Le clip vidéo de la chanson, réalisé par Woodkid, décrit les conséquences d'une rupture entre Swift et son petit ami. Swift a interprété Back to December lors d'événements télévisés, notamment lors des Country Music Association Awards et des American Music Awards. Lors du Speak Now World Tour (2011-2012), elle a interprété la chanson dans le cadre d'un mashup avec Apologize de OneRepublic (2007) et sa propre chanson You're Not Sorry de son deuxième album studio, Fearless (2008) .

## Contexte
Taylor Swift a écrit son troisième album studio, Speak Now (2010), entièrement par elle-même. Selon Swift, Speak Now est une collection de chansons sur les choses qu'elle aurait voulu dire aux gens qu’elle a eu dans sa vie, mais qu'elle n'a jamais eu l'occasion de faire. Back to December est une excuse à un ancien amant sous la forme d'une chanson, quelque chose qu'elle n'avait jamais fait auparavant. 
« Vous savez, dans la vie, vous tirez des leçons. Et parfois, vous les apprenez difficilement. Parfois, vous les apprenez trop tard. La chanson Back to December est une leçon que j'ai apprise trop tard. Et je pense que, quand on fait ce que j'ai fait, et que finalement, on se rend compte qu'on a eu tort, on a besoin de s'excuser. Et ce fut la meilleure façon que j'avais pour le faire. »
Dans des interviews à la presse précédant la sortie de Speak Now, Swift a déclaré que bien que ses chansons passées critiquaient généralement ses ex-petits amis, elle ressentait le besoin de s'excuser auprès d'une personne qui était gentille avec elle.
« Les gars obtiennent ce qu'ils méritent dans mes chansons, et s'ils méritent des excuses, ils devraient en obtenir une. Il y avait quelqu'un qui était absolument merveilleux avec moi et j'ai laissé tomber la balle, et j'avais besoin de dire tout ça. »
En 2016, 6 ans après la sortie initiale du single, l'acteur américain Taylor Lautner affirme qu’il est l’inspiration de Back to December. En effet, l’acteur a fréquenté Swift de septembre à décembre 2009, à la suite de leur rencontre sur le tournage du film Valentine's Day. Le mois de leur rupture concorde avec le nom de la chanson.

## Composition

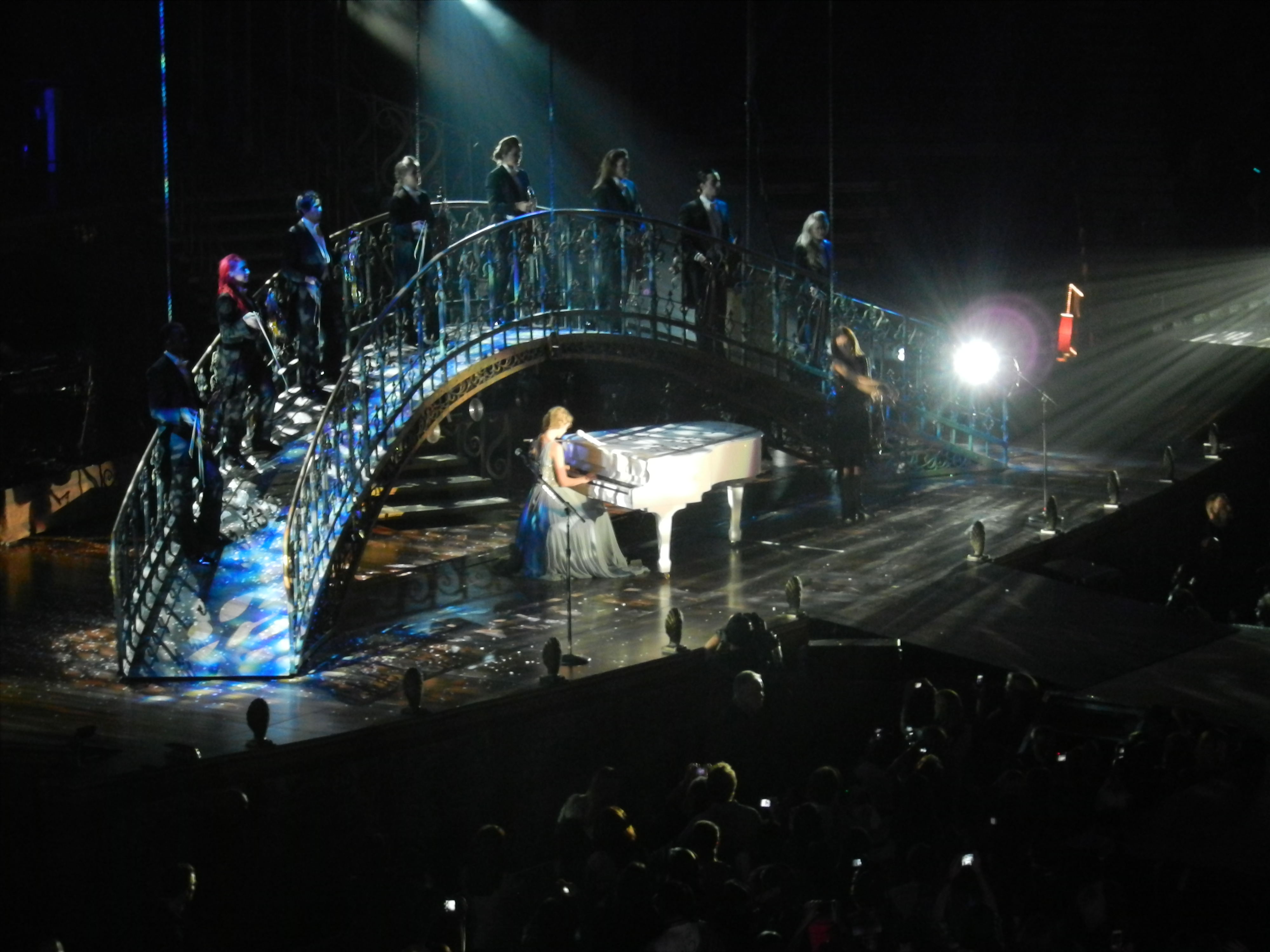
Taylor Swift interprétant Back to December au piano et accompagnée d'une orchestre lors du Speak Now World Tour à Vancouver, en 2011.

Back to December a une durée de quatre minutes et 54 secondes. Musicalement, c'est une piste plutôt puissante. Dans les critiques contemporaines, les critiques ont classé la ballade comme un mélange de country et pop. La piste est définie en temps commun et a un tempo de 72 battements par minute. Elle est écrite dans la tonalité du ré majeur. La chanson incorpore un arrangement orchestral composé de cordes, enregistrées aux Capitol Studios de Los Angeles. C'est l'un des deux morceaux de Speak Now à incorporer des cordes orchestrales, l'autre étant Haunted.
Dans les paroles, le narrateur présente ses excuses à un ex-amant pour l'avoir blessé. Les paroles déplorent une relation ratée qui aurait pu être spéciale: « Il s'avère que la liberté n'est rien d'autre que tu me manques / J'aurais aimé réaliser ce que j'avais quand tu étais à moi. » La narratrice se souvient de la dernière fois qu'elle a vu l'ex-amant: « Tu m'as donné des roses, et je les ai laissées là pour mourir. » Elle souhaite remonter le temps pour changer d'avis: « Je retournerais en décembre, je changerais d'avis et je changerais d'avis / Je reviens tout le temps en décembre. » Dans le pont, la narratrice tente de réparer les souvenirs découverts et de changer où elle s'est trompée, mais se rend finalement compte qu'il est trop tard.

## Sortie
La chanson a été produite par Swift et Nathan Chapman. Elle est sortie pour la première fois en tant que single promotionnel de Speak Now le 12 octobre 2010, dans le cadre de la campagne exclusive de l'iTunes Store menant à la sortie de l'album. Le 15 novembre 2010, la chanson a été diffusée sur la radio country américaine par Big Machine Records, en tant que deuxième single de Speak Now. Au moment de sa sortie, l'inspiration derrière la chanson a fait l'objet d'un examen minutieux par les médias, en raison des histoires de rencontres de Swift avec d'autres célébrités. Lors d'entretiens avec la presse, Swift a refusé de révéler le sujet de la chanson, ainsi que d'autres morceaux de Speak Now, car elle voulait se concentrer sur l'aspect de composition de son travail.

## Clip vidéo
Le clip vidéo de Back to December a été réalisé par Yoann Lemoine, qui a réalisé le clip Teenage Dream de Katy Perry, et a été filmé le 24 décembre 2010, avant le jour de Noël. Dans une interview avec la chaîne Country Music Television, Lemoine a expliqué qu'il avait développé l'idée de la vidéo après avoir été inspiré par le film E.T. l'extra-terrestre. Il a également dit à MTV News qu'il voulait que la vidéo soit simple mais métaphorique. 
« Je voulais travailler sur la froideur des sentiments d'une manière très visuelle, jouant avec la neige, la distance et la tristesse. lui faire jouer d'une manière très naturelle, pour lui donner un air très européen. C'était le principal défi pour moi. Tout le monde de Taylor est très éloigné de ma culture, mais j'ai vu quelque chose en elle qui pourrait être très dur et déchirant ; loin des tenues scintillantes de princesse et du glamour qu'elle recherche souvent. » 
Lemoine a été autorisé à prendre le contrôle de toute la production de la vidéo, même si c'était l'idée de Swift de faire en sorte que son personnage laisse une lettre à sa bien-aimée. L'intérêt amoureux de Swift pour la vidéo a été joué par le mannequin Guntars Asmanis. Les scènes extérieures ont été filmées à Binghamton, État de New York (y compris des images de l'école et du stade de MacArthur Park) et dans les quartiers résidentiels éloignés de New York, tandis que des scènes avec Swift ont été tournées dans un ancien manoir de campagne à l'extérieur de Nashville, Tennessee.

## Liste des pistes
- Europe Téléchargement digital[15]

1. "Back to December" – 4:54

- Royaume-Uni Téléchargement digital

1. "Back to December" – 4:54

- États-Unis Acoustique Téléchargement digital[16]

1. "Back to December" (Version acoustique) – 4:52

## Crédits et personnels
- Auteur-compositeur: Taylor Swift
- Réalisateur artistique: Taylor Swift & Nathan Chapman
- Mixage audio : Justin Niebank
- Mastering : Hank Williams

## Classements et certifications
| Classement (2010-2011)          | Meilleure position |
| ------------------------------- | ------------------ |
| Australie (ARIA)                | 26                 |
| Canada (Hot 100)                | 7                  |
| Nouvelle-Zélande (RMNZ)         | 24                 |
| États-Unis (Hot 100)            | 6                  |
| États-Unis (Country Songs)      | 3                  |
| États-Unis (Pop Airplay)        | 11                 |
| États-Unis (Adult Pop Songs)    | 11                 |
| États-Unis (Adult Contemporary) | 14                 |

| Classement (2011)                         | Position |
| ----------------------------------------- | -------- |
| États-Unis (Billboard Hot 100)            | 74       |
| États-Unis (Billboard Country Songs)      | 38       |
| États-Unis (Billboard Adult Contemporary) | 30       |
| États-Unis (Billboard Adult Pop Songs)    | 42       |
| États-Unis (Billboard Radio Songs)        | 58       |

| Pays                | Certification |
| ------------------- | ------------- |
| Canada Music Canada | Or            |
| États-Unis RIAA     | Platine       |

## Historique de sortie
| Pays             | Date             | Format                 | Label               |
| ---------------- | ---------------- | ---------------------- | ------------------- |
| Canada           | 12 octobre 2010  | Téléchargement digital | Big Machine Records |
| États-Unis       | 12 octobre 2010  | Téléchargement digital | Big Machine Records |
| Australie        | 13 octobre 2010  | Téléchargement digital | Big Machine Records |
| Nouvelle-Zélande | 13 octobre 2010  | Téléchargement digital | Big Machine Records |
| États-Unis       | 15 novembre 2010 | Country radio          | Big Machine Records |
| États-Unis       | 30 novembre 2010 | Mainstream             | Big Machine Records |
| États-Unis       | 13 janvier 2011  | Clip vidéo             | Big Machine Records |
| Royaume-Uni      | 20 mars 2011     | Téléchargement digital | Big Machine Records |